# Энокарпус
Энокарпус, или Энокарп (лат. Oenocarpus) — род растений семейства Пальмовые (Arecaceae).

## Ботаническое описание
Высокие пальмы с перистыми листьями; листочки широколанцетные. Цветки однодомные.

## Распространение
Виды рода встречаются в тропических областях Южной и Центральной Америки.

## Таксономия
Род Энокарпус включает 10 видов:
- Oenocarpus ×andersonii Balick
- Oenocarpus bacaba Mart. — Энокарпус бакабаtypus
- Oenocarpus balickii F.Kahn
- Oenocarpus bataua Mart.
- Oenocarpus circumtextus Mart.
- Oenocarpus distichus Mart.
- Oenocarpus makeru R.Bernal, Galeano & A.J.Hend.
- Oenocarpus mapora H.Karst.
- Oenocarpus minor Mart.
- Oenocarpus simplex R.Bernal, Galeano & A.J.Hend.